# ライレー・RM
RMシリーズは、イギリスの自動車メーカーであるライレーの製造した中級乗用車。1945年に発表され、ライレーがBMC傘下入りした後の1954年まで製造された。
1938年の経営破綻後、すでに大手メーカー・モーリス系列のナッフィールド・オーガニゼーション傘下で存続していたライレー社が、バッジエンジニアリング車でない完全な独自新設計モデルとして開発した最後の乗用車であり、戦前の「ナイン」「トゥエルヴ」シリーズと並ぶ、ライレーの代表作と言える存在である。
良質な工作を伴う英国的デザインの木骨構造ボディと、保守的ながら時流に即した改良を加えられたメカニズムを兼ね備える、アッパーミドルクラスの中型車であった。

## 概要
対日戦終結で第二次世界大戦が終戦を迎えてから間もない1945年9月、ライレーは英国の自動車メーカーのトップを切るようにニューモデル「RM」を発表した。
RMは、戦時中から開発が進められており、メカニズムには多くの新機軸が盛り込まれていた。梯子形の低床シャーシと、フロントフェンダーが独立した木骨ボディの組み合わせこそ英国における伝統的な設計だったが、特筆すべきは前輪独立懸架を採用したことであった。
これはシトロエン・トラクシオン・アバン（1934年）で先例のあった縦置きトーションバーによるウィッシュボーン式という、イギリス車としては異例の先進設計であった（シトロエンの影響は明白で、RMのトーションバー・スプリング自体、トラクシオン・アバン11CV用のスプリングと互換性があったほどである）。独立懸架の導入は、アレック・イシゴニスなどのモーリス社のエンジニアが戦前から検討していた課題の実現と言えるものであった。
すべてのモデルで、戦前の1930年代中期にR.H.ローズが設計していたライレー・ツインハイカムシャフトOHV水冷4気筒エンジンを採用した。排気量1.5L(1,496cc、課税出力12hp級)、もしくは2.5L "ビッグ・フォー"(ボア81mm×ストローク120mm 2,443cc 課税出力16hp級)である。トランスミッションは戦前ライレー車のようなプリセレクタ式は最後まで装備されず、シンクロ付のマニュアル・トランスミッションのみであった。
RMには3種のモデルがある。RMAは大型のサルーン(セダン)で、のちモデルチェンジでRMEとなった。RMBはRMAよりもホイルベースが延長され高出力エンジンを搭載した乗用車でモデルチェンジ後RMFとなる。RMCロードスターおよびRMDドロップヘッドクーペは限定生産のオープン・トップ・モデルであった。大戦直前の野暮なモーリス系モデルとは一線を画し、ファブリック張りのトップや独立フェンダーなど古典的な英国中級車の伝統を受け継ぎながらも、戦前最盛期のライレーより更に洗練されたスタイリングは、戦後のニューモデルとして相応しいものであった。
終戦直後、多くの英国メーカーが戦前以来の保守的モデルの生産再開でお茶を濁す中、設計が斬新で適度にモダンなデザインを備えたRMシリーズは市場から好評を得た。1.5はやや非力ながら良質な中級車として評価され、またビッグフォーはステアリングが重いため軽快さこそ欠いていたが、時速100マイル級のトップスピードを誇る高速ツアラーとなっていた。
1949年には、ライレーRMシリーズの全生産はコヴェントリーからアビングドンのMG工場へ移されている。1949年に施されたビッグマイナーチェンジでは、エンジンの出力向上、機械式ブレーキだった後輪ブレーキの油圧化（前輪は当初から油圧）など、性能向上が図られた。縦置きリーフ・スプリング支持の固定後車軸は、当初トルクチューブ・ドライブだったが、この時にオープン・プロペラシャフトのオチキス・ドライブに変更されている。もっとも良いことばかりでなく、それまで分散配置されていたダッシュボードの電気スイッチ類が、同一形状の集中並列配置となり、操作ミスを招きやすくなったのは難点であった。
当時の競合モデルとしては、アームストロング・シドレーの「サファイア」などがあったが、RMシリーズは人気モデルとして堅調な成績をあげた。興味深いのは、同時期の1948年にリー・フランシスが、ライレーから移籍していたローズによる類似設計のツインカムOHVを搭載した、前輪独立懸架など類似スペックのニューモデルを発売したことだが、量産規模が小さかったため同程度の内容・性能でライレーの5割増という価格で競争力を欠いて、数年のうちにメーカーごと市場から消えている。
新車不足の世相を背景に生産が続けられたRMシリーズであったが、1950年代に至ると転機を迎える。梯子形フレームの上に、鋼材と木材を組み合わせ、鋼板を張ることで構成された伝統的木骨ボディは、古くからの職人芸に頼って成立していたものであり、その製造コストは年々上昇した。全鋼製ボディの生産技術は、導入が遅れていたイギリスでも第二次大戦後、生産性と安全性の両面から急速に普及し、超高級車のロールス・ロイスですら、1949年以降は標準ボディを全鋼製化するようになりつつあった。
木骨ボディのRMは、その価格に比して極めて手間の掛かった製造法を採っていた。固定ルーフモデルに至っては、軽量化やドラミング防止のために、ルーフ鋼板は無数の細かい穴を開けたパンチングメタルで、その上から防水布を張って塗装またはレザーを張るという、アッパーミドルクラスとしても贅沢な工作が為されていた。時流の変転の中でそれを続けることはもはや限界に来ていた。1952年にナッフィールドとオースチンとの合併で成立したBMCにとって、既存モデルの生産合理化は至上命令であり、コストのかかりすぎるRMが早晩合理化の俎上に上げられるのは必然であった。
1953年にウーズレーと共用される全鋼製ボディにビッグフォーエンジンを搭載した後継モデル「RMH・パスファインダー」が発売されたため、RM2.5はそちらにバトンタッチして製造終了、RM1.5も翌1954年に製造終了して、RMシリーズは生産を終えた。
パスファインダー以降の全鋼製セミモノコック、フルワイズ・フラッシュサイドボディを備えるモデルは、何れもウーズレーやモーリス等とのバッジ・エンジニアリングモデルに過ぎなくなり、またライレー独自のツイン・ハイカムシャフトエンジンも1957年で生産を取りやめられ、量産向けだが凡庸な性能の通常型OHVエンジン「B型」「C型」に取って代わられてしまった。
このような経緯からRMシリーズは、オリジナルに設計された最後のライレーとして、また戦前からの英国車の伝統を色濃く踏襲した希有な存在として、端整なスタイリングともども愛好者に記憶されている。

## ライレー RMA
RMAは戦後初のライレー車で1945年から1952年まで生産された。1.5Lエンジン。最高時速75マイル。後継はRME。フロントウインドウは2分割。ルーフはファブリックでカバーされている。

## ライレー RMB
RMBはRMAベースでより拡大されたサルーンとなった。1948年から1952年まで生産された。エンジンは"ビッグフォー"または"S4 OHV"と呼ばれる2.5リッターのエンジンで、ツインSUキャブレター装備で当初90hp(67kW)、1948年にはさらに改良され100hp(75kW)で最高時速95mph(161km/h)をだした。燃費は20mpg。RMFが後継。

## ライレー RMC
RMCは人気となったRMBの3人乗車2ドアロードスタータイプ。2.5Lエンジンは共通。利益を見込める米国輸出向けとして企画された。米国ではパワーのある英国スポーツカーが求められたのである。1948年から1951年に製作されたが、その生産はわずか500台強。バンパーが珍しい形をしており、「cowcatchers」とよばれた。ただし、横並び3人乗車を可能とするためシフトレバーはコラムとなっており、キャラクターはスポーツカーと言うよりむしろツーリングカーであった。

## ライレー RMD
RMDは伝統的な2ドア・ドロップヘッドクーペ。ライレーの名前を名乗った最後のオープンタイプとなった。RMBがベースで2.5Lエンジンを使用。1949年から1951年までの間にわずか500台強の生産。米国へ177台が輸出された。

## ライレー RME
1949年、RMAがモデルチェンジされRMEとなる。1.5Lエンジンは変わらずだが、リアサスペンションおよびアクスルが改良され、後輪にも油圧ブレーキを装備している。ボディはフロントフェンダーが以前より短くなり、リアフェンダーはスパッツとよばれたタイヤカバーがついた。リアウインドウが大きくなり、1954年からはランニングボード(ステップ)がなくなった。1955年にライレー 1.5(ワン・ポイント・ファイブ)で置き換えられる。

## ライレー RMF
1952年、RMBがモデルチェンジされRMFとなる。2.5L"ビッグフォー"エンジンでRME同様の全輪油圧ブレーキに変更されている。1953年にライレー・バスファインダーへのモデルチェンジで製造終了した。

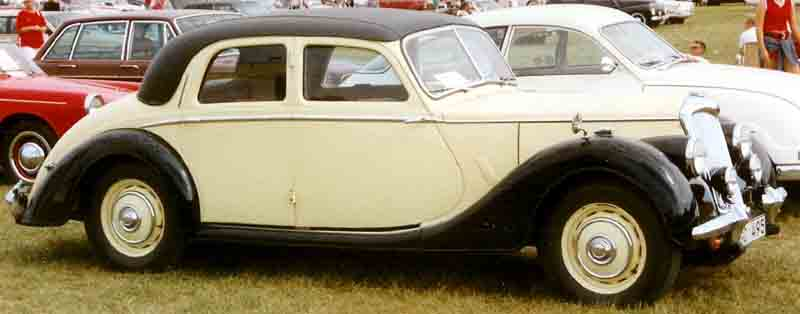
RMA 1.5L 4ドアサルーン 1949年
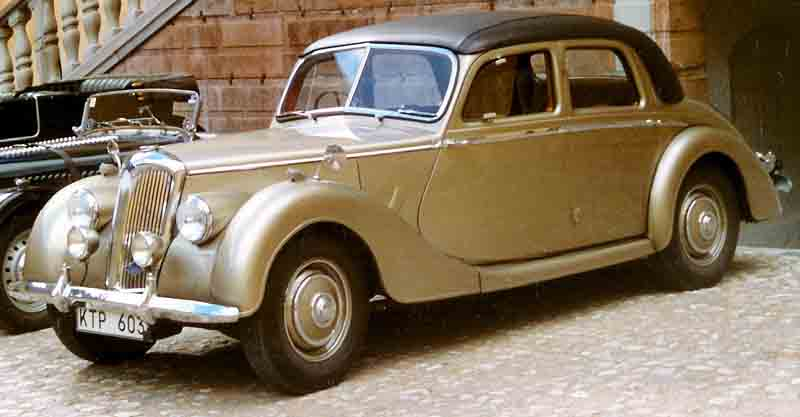
RMA 1.5L 4ドアサルーン 1952年
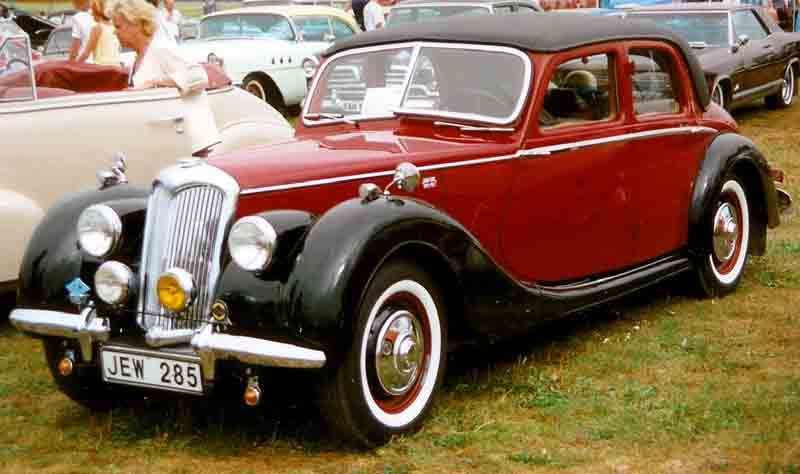
RMB 2.5L 4ドアサルーン 1949年
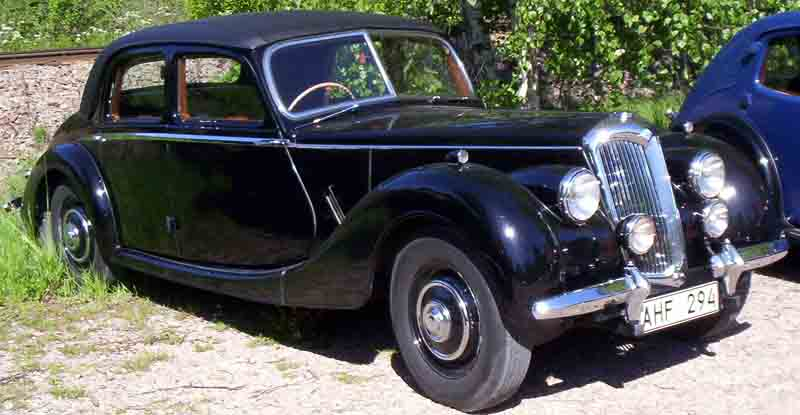
RMB 2.5L 4ドアサルーン 1950年
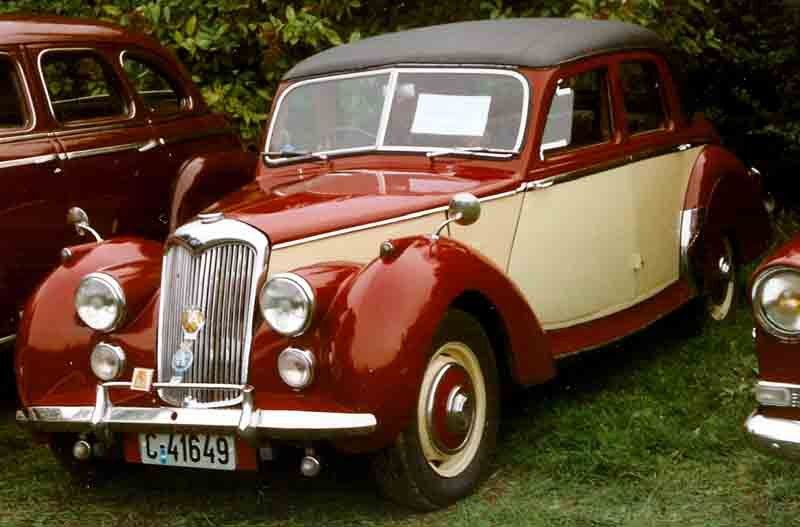
RME 4ドアサルーン
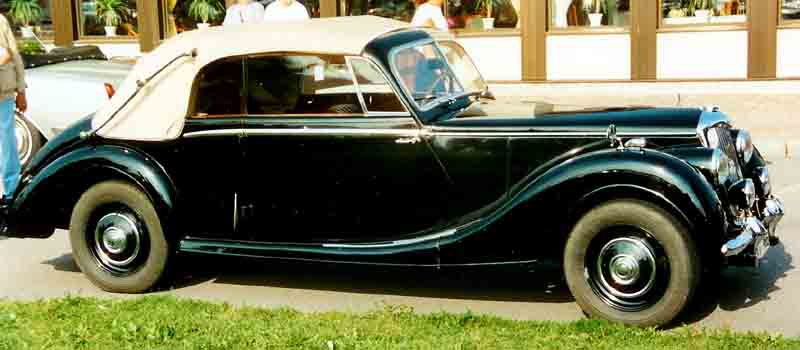
RMD 2.5Lドロップヘッドクーペ 1950年
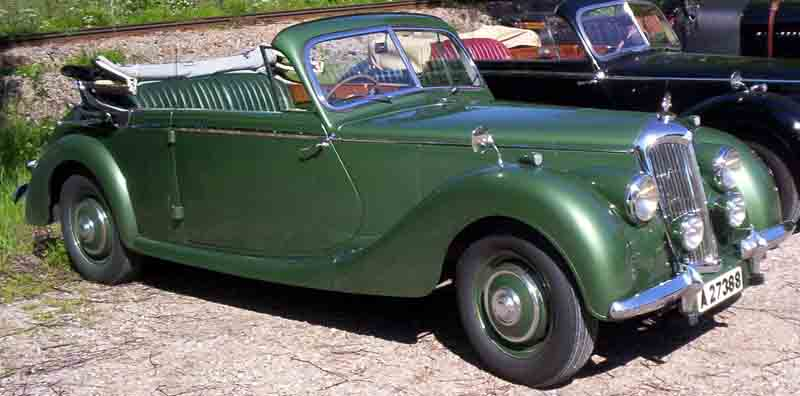
RMD 2.5Lドロップヘッドクーペ 1950年
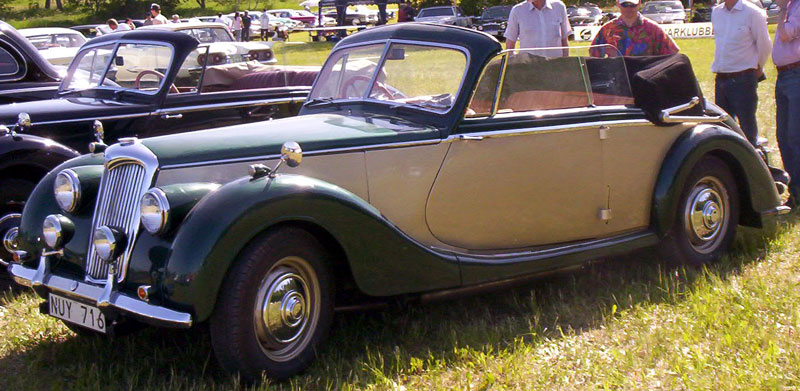
RMD 2.5Lドロップヘッドクーペ 1952年